# ブリッグ (船)

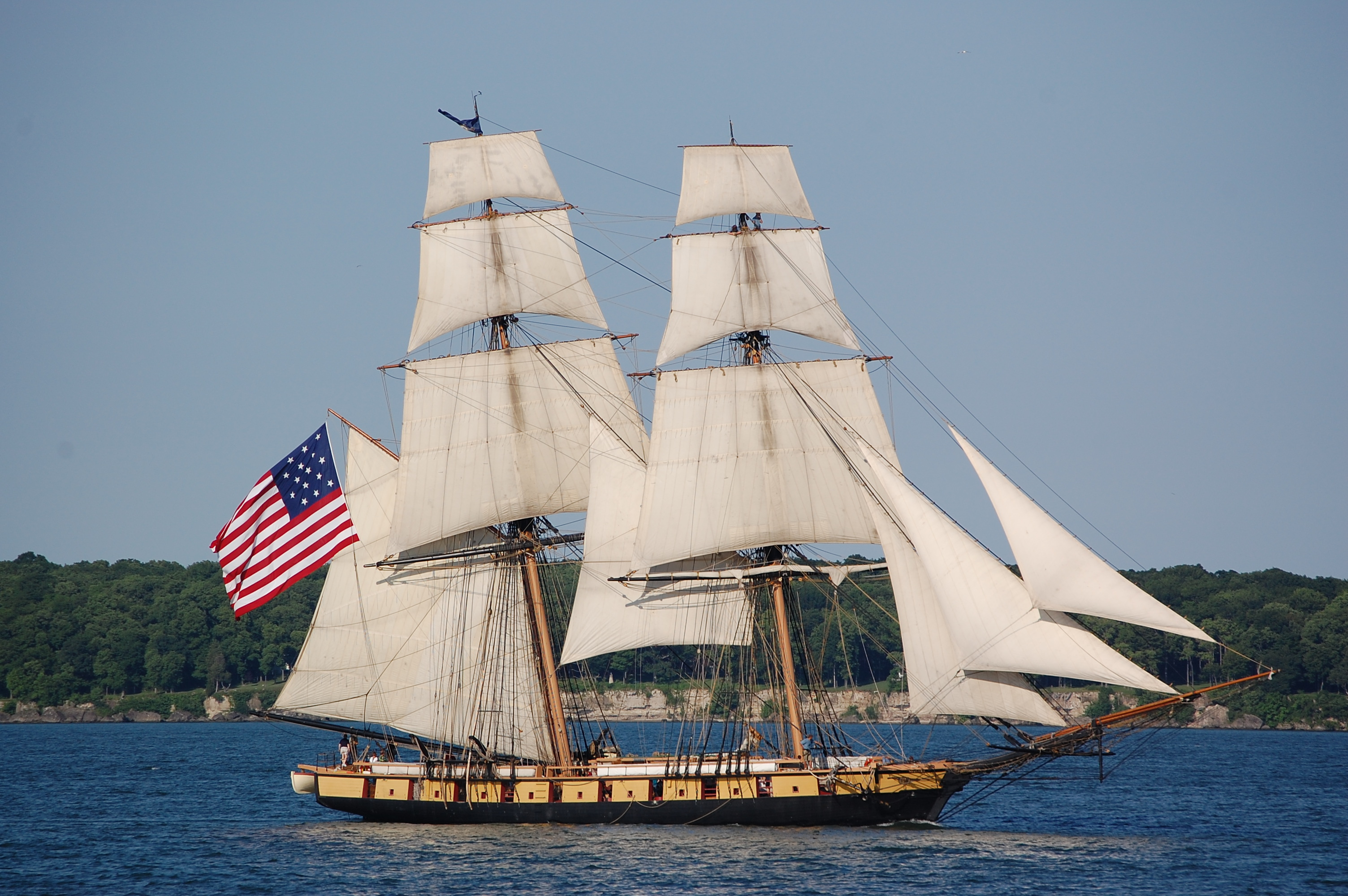
Niagara

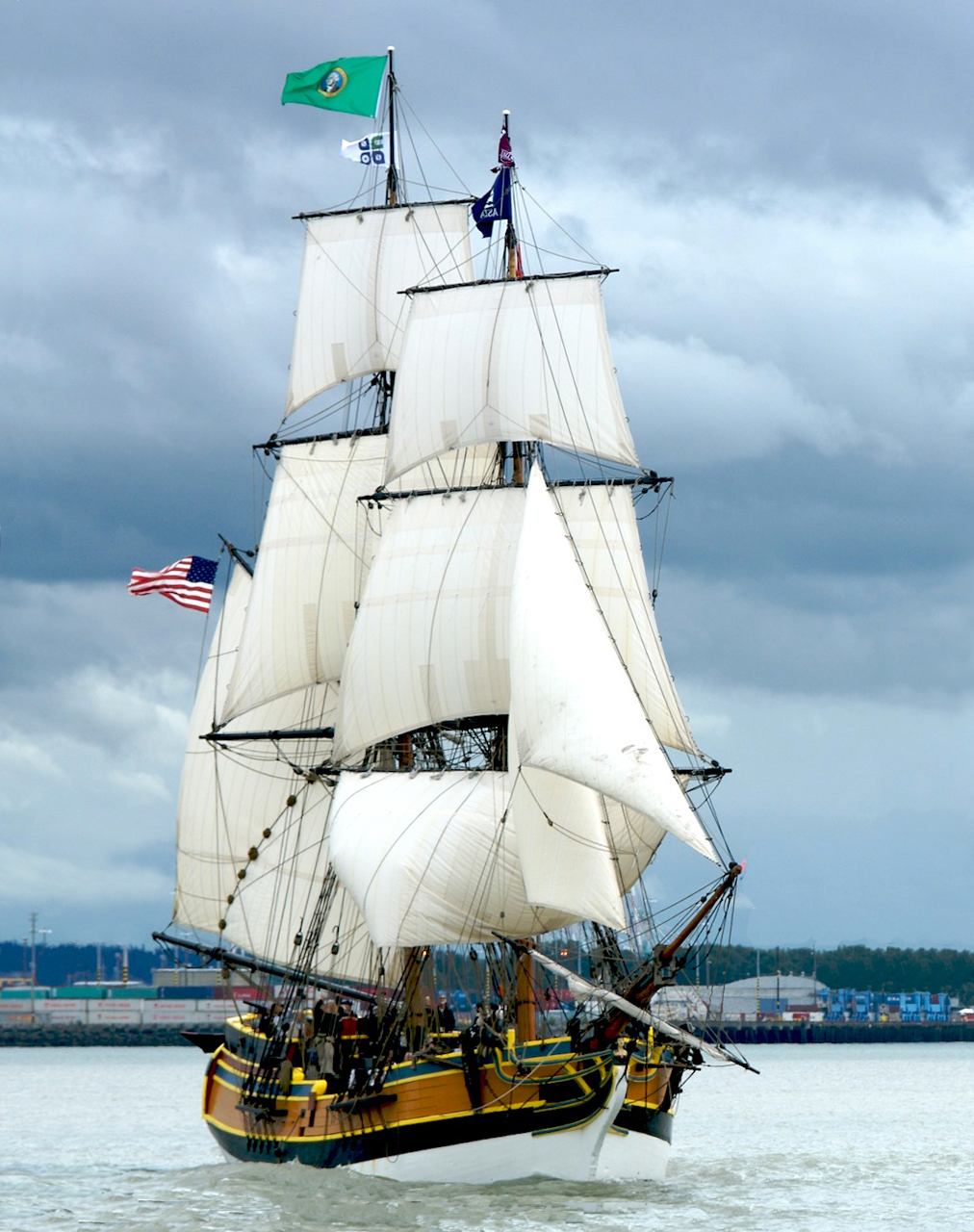
Lady Washington

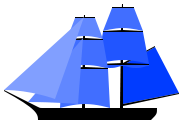
ブリッグの帆装図

ブリッグ（brig）とは、2本のマストがあり、そのうち1つ（通常前マスト）に横帆を備えた帆船である。この特徴はブリガンティン型帆装と共通するが、現代の定義では後マストが横帆のものをブリッグ、縦帆のものをブリガンティンとして区別している。
軍艦の種別として用いられる「ブリッグ」は、正式には「ブリッグ・スループ」と呼ばれる。10から20の砲門を持つ船のうち、2本のマストを持つ帆船を定義している。砲門とマストの数で定義されるため、帆の種類は前述したような横帆に限定されない。単に「スループ」と呼ばれることもある。

## 概要
18世紀初頭から19世紀に軍船や商船として用いられ、速度が速く操帆が容易なことから人気があった帆装形式である。2本のマストは後側が高く、フォアマストとメインマストで構成される。前述のとおり、いずれのマストにも横帆が張られるが、操作性を改善するためにメインマストの後方にはスパンカーが設置された。一般的にブリッグと呼ばれるものは2本マストのものに限定され、3本のマストに横帆のみを持つものはシップと呼ばれる別の帆装形式である。
ダーウィンの著書ビーグル号航海記の題名ともなっているビーグル号は、元はこのブリッグであったのが、バークに改修された船である。
船体はスクーナーより大きく、全長75～165フィート（25～50メートル）で、重量は480トン程度であった。古くは木造のものがほとんどであったが、後年のものは鋼や鉄といった金属製であった。横帆を多く持つため比較的多くの船員を必要とし、また風上に向かう際の効率が悪いため、蒸気船の登場により使用されなくなっていった。

## 名称
「ブリッグ（brig）」という名称は「ブリガンティン（brigantine）」の略称として用いられた過去の例も存在しており、実際ブリッグはブリガンティンからの変化で発生した帆装形式である。17世紀まではブリッグとブリガンティンの定義は曖昧で、イギリス海軍が用いたブリガンティンは2本マストに横帆のみを備えていた。17世紀末期までに現在の区分が定められた。
オックスフォード英語辞典（1720年版から1854年版）では、ブリッグとブリガンティンを次のように定義している。